# Volsinii
Volsinii (in latino) è stata un'antica città etrusca (Velzna in etrusco, Ουιλσίνιοι in greco) e poi romana.

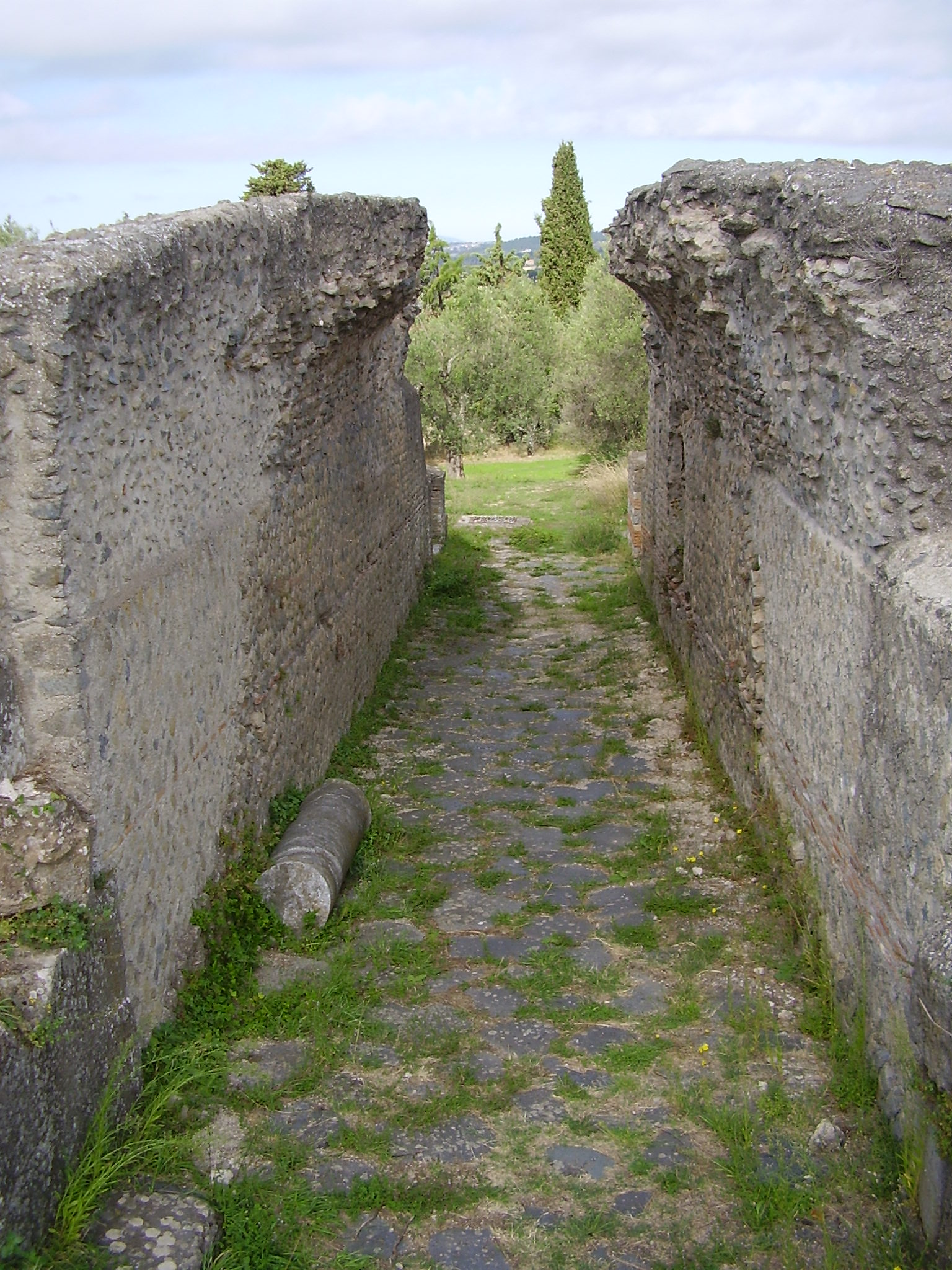
Corridoio con copertura a volta, accesso alle domus.

Centro politico e religioso di primaria importanza, le fonti antiche testimoniano la sua distruzione nel 264 a.C. ad opera dei Romani, in seguito alla quale venne rifondato il centro romano di Volsinii (detto anche modernamente Volsinii novi), l'attuale Bolsena. L'identificazione dell'antico centro etrusco (modernamente indicato come Volsinii veteres) è invece discussa. Secondo l'ipotesi più accreditata si tratterebbe dell'antica Orvieto, che sarebbe poi stata rifondata appunto con il nome di Urbs vetus. Secondo altri dovrebbe essere identificata sempre con la Volsinii romana e dunque l'attuale Bolsena. Esiste inoltre un'identificazione del sito presso Montefiascone.
Il toponimo Velzna è anche probabilmente alla base del nome etrusco di Felsina, l'odierna Bologna.

## La storia della città etrusca
Fece parte della lega delle dodici città etrusche (dodecapoli), che aveva sede nel santuario federale del Fanum Voltumnae, dedicato al dio Voltumna, corrispondente al Vertumno romano derivato da quello etrusco. La localizzazione di questo santuario è stata recentemente identificata alla base della Rupe di Orvieto.
La città fu a lungo in lotta con Roma nel corso del IV e della prima metà del III secolo a.C., come ci racconta lo storico romano Tito Livio:
- nel 392 a.C. (Livio, V, 31-32) venne respinta un'incursione dei Volsiniesi nel territorio romano;
- nel 308 a.C. (Livio, IX, 41) il console Publio Decio Mure conquistò dei centri fortificati nel suo territorio;
- nel 294 a.C. (Livio, X, 37) il console Lucio Postumio Megello sconfisse in una battaglia presso la stessa città i Volsiniesi, alleati con le città etrusche di Perusia e Arretium, costringendo gli Etruschi al pagamento di un ingente tributo e ad accettare una pace di quarant'anni;
- nel 280 a.C. (Livio, epitome, XI) la città, alleata con Vulci, fu nuovamente sconfitta e soggiogata, come riportano i Fasti capitolini.

Valerio Massimo (IX,1) cita  Volsinii come ricca e ordinata città, ma ne racconta anche la decadenza morale (dal suo punto di vista), per avervi preso il sopravvento le classi servili. Probabilmente un governo popolare aveva rimpiazzato un governo oligarchico filoromano e i Romani intervennero per ripristinare la situazione a loro favorevole, con una spedizione guidata dal console Quinto Fabio Massimo Gurgite.
Morto questi in battaglia, nel 264 a.C. il console Marco Fulvio Flacco fu inviato contro la città per domare la ribellione e la distrusse. Venne riportato a Roma un ricco bottino, tra cui numerosissime statue in bronzo, offerte in dono agli dei: negli scavi del santuario dell'area sacra di Sant'Omobono a Roma, è stata rinvenuta la base di uno di questi donari, identificato dall'iscrizione di dedica del console Flacco. Fu inoltre edificato sull'Aventino (secondo l'uso romano dell'evocatio) un tempio dedicato al dio Vertumnus o Vortumnus, dove sarebbero state presenti pitture raffiguranti il console Flacco quale trionfatore.
L'autore bizantino Giovanni Zonara ("Epitome storica", 8, 7, 4-8) riferisce che la città venne quindi nuovamente rifondata in luogo diverso.

## La città romana
La costruzione della via Cassia nel II secolo a.c, favorì la romanizzazione dell'area. 

Volsinii fu in seguito un municipio romano, facente parte della regio VII Etruria di età augustea, identificato con l'attuale Bolsena, che conserva cospicui resti antichi nell'attuale zona archeologica romana.
Al tempo della pax Augusta, fu qui il centro di culto della dea Demetra/Cerere, di fondamentale importanza nell'ideologia propagandistica imperiale. Tale culto derivò da una precedente divinità locale etrusca, probabilmente collegata alla salute e al dio Selvans.

Nel municipio nacquero il potente Seiano e lo stoico Gaio Musonio Rufo.

## La questione dell'identificazione della città etrusca

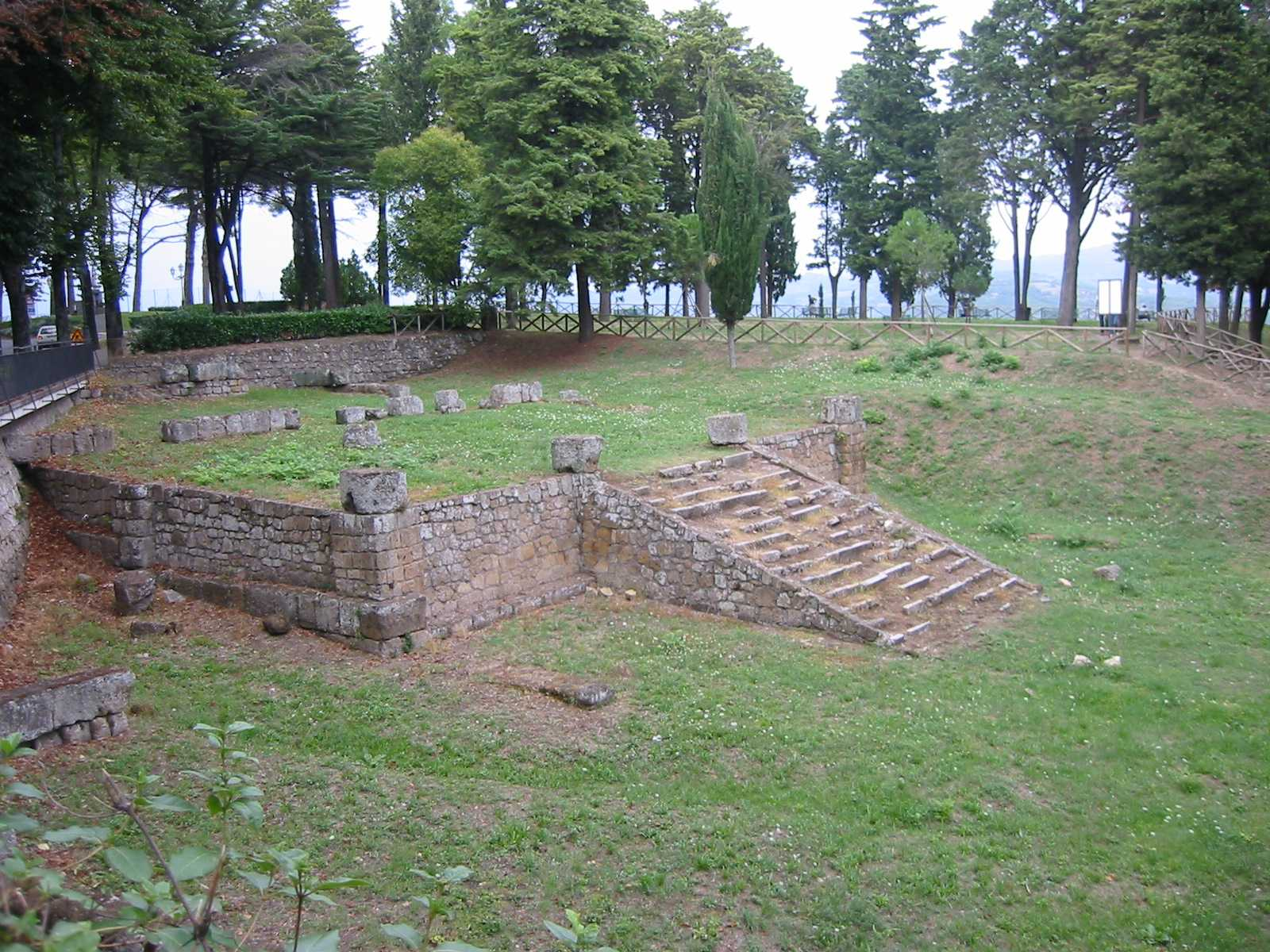
Tempio etrusco del Belvedere ai bordi della rupe orvietana.

L'identificazione della Velzna-Volsinii etrusca con Orvieto, ormai ritenuta certa dalla grande maggioranza degli studiosi accreditati nel campo dell'etruscologia e dell'archeologia italica, venne proposta nel 1828 da K. O. Müller. I successivi scavi ottocenteschi riportarono alla luce le vaste necropoli di Orvieto e i resti di un tempio urbano, testimoniando l'importanza della città. Altri resti testimoniano dell'esistenza dell'abitato già a partire dall'età del bronzo e con una particolare consistenza demografica dalla prima età del ferro (fase detta villanoviana).
Recentemente è stata anche individuata la posizione, ad est dell'acrocoro tufaceo di Orvieto, del Fanum Voltumnae, santuario noto attraverso le fonti letterarie, in cui si tenevano attività della lega delle dodici grandi città d'Etruria.
Il nome di Orvieto deriverebbe da Urbs vetus, come attesta Procopio di Cesarea (Guerra Gotica, 2,20,7-12), che le attribuisce il nome di Οὐρβιβεντός-Ourbibentos.
Negli anni cinquanta e sessanta, alcuni scavi condotti dalla Scuola Archeologica Francese, rimisero in luce alcuni resti attribuiti ad epoca etrusca al di sotto della città romana di Bolsena, dando origine all'ipotesi di una continuità di insediamento tra la Velzna-Volsinii etrusca e la Volsinii romana, prima che lo fosse. Per la grande città etrusca i cui resti erano stati rinvenuti ad Orvieto venne proposta in alternativa l'identificazione con il centro di Salpinum, menzionato dalle fonti come alleato di Volsinii contro i Romani.
L'ipotesi venne in seguito abbandonata, e si è ritenuto piuttosto che la rifondazione di una nuova Volsinii romana dopo il 264 a.C. sia avvenuta spostandone gli abitanti superstiti in un piccolo centro vicino già esistente.
Recentemente si sono avuti altri ritrovamenti di strutture, interpretate come parte della cinta muraria del centro etrusco bolsenese. Si tratta di tratti di un muro, costituito da due cortine in opera quadrata in blocchi di tufo, disposti di testa e di taglio e posti in opera senza grappe o malta di fissaggio, con riempimento intermedio di pietrame. Il muro raggiunge in alcuni punti lo spessore di circa 3 m e permette di ricostruire un perimetro di circa 5 km. Intorno alla città si trovano inoltre anche diverse aree funerarie, che hanno restituito materiali datati tra il VI e il IV secolo a.C.